# 貧田丸
貧田丸（ひんでんまる）は、徳島県海部郡海陽町と高知県安芸郡馬路村の境にある山である。標高1,018.7m。

## 地理
湯桶丸から三波に延びる尾根上の南約6kmの地点にある。野根川の源流をなし、旧宍喰町の最高峰として親しまれている。ニホンカモシカの生息地でもあり、イノシシの多い地方である。